# Kameanîi Mist, Pervomaisk
Kameanîi Mist (în ucraineană Кам'яний Міст) este o comună în raionul Pervomaisk, regiunea Mîkolaiiv, Ucraina, formată numai din satul de reședință.

## Demografie
Componența lingvistică a comunei Kameanîi Mist
     Ucraineană (95,15%)
     Rusă (4,76%)
Conform recensământului din 2001, majoritatea populației comunei Kameanîi Mist era vorbitoare de ucraineană (95,15%), existând în minoritate și vorbitori de rusă (4,76%).